# Santa Fe (Leyte)
Santa Fe is een gemeente in de Filipijnse provincie Leyte op het eiland Leyte. Bij de laatste census in 2007 had de gemeente bijna 17 duizend inwoners.

## Geografie

### Bestuurlijke indeling
Santa Fe is onderverdeeld in de volgende 20 barangays:
| - Baculanad - Badiangay - Bulod - Catoogan - Cutay - Gapas - Katipunan - Milagrosa - Pilit - Pitogo | - San Isidro - San Juan - San Miguelay - San Roque - Tibak - Victoria - Zone 1 - Zone 2 - Zone 3 - Zone 4 |

## Demografie
San Miguel had bij de census van 2007 een inwoneraantal van 16.527 mensen. Dit zijn 1.374 mensen (9,1%) meer dan bij de vorige census van 2000. De gemiddelde jaarlijkse groei komt daarmee uit op 1,20%, hetgeen lager is dan het landelijk jaarlijks gemiddelde over deze periode (2,04%). Vergeleken met de census van 1995 is het aantal mensen met 2.023 (13,9%) toegenomen.

De bevolkingsdichtheid van San Miguel was ten tijde van de laatste census, met 16.527 inwoners op 145,11 km², 113,9 mensen per km².